# Musculus pronator quadratus
De musculus pronator quadratus (Latijn voor 'vierkante pronatiespier') is een van de armspieren.
De musculus pronator quadratus ontspringt aan de voorzijde van de ellepijp (ulna) en hecht aan de voorzijde van het spaakbeen (radius).  Met de musculus pronator teres zorgt de musculus pronator quadratus voor pronatie van de onderarm.
Deze spier wordt geïnnerveerd door de nervus interosseus anterior via de nervus medianus.